# Marumba horsfieldi
Marumba horsfieldi är en fjärilsart som beskrevs av Moore 1857. Marumba horsfieldi ingår i släktet Marumba och familjen svärmare. Inga underarter finns listade i Catalogue of Life.